# Trenč
Trenč (em húngaro: Tőrincs) é um município da Eslováquia, situado no distrito de Lučenec, na região de Banská Bystrica. Tem 17,56 km² de área e sua população em 2018 foi estimada em 535 habitantes.

## Demografia
| Ano:        | 1994 | 2004    | 2014    | 2024    |
| ----------- | ---- | ------- | ------- | ------- |
| Broj ljudi: | 291  | 389     | 473     | 538     |
| Razlika:    |      | +33,67% | +21,59% | +13,74% |

| Ano:               | 2023 | 2024   |
| ------------------ | ---- | ------ |
| Número de pessoas: | 540  | 538    |
| Diferença:         |      | -0,37% |